# Forsterocoris sinuatus

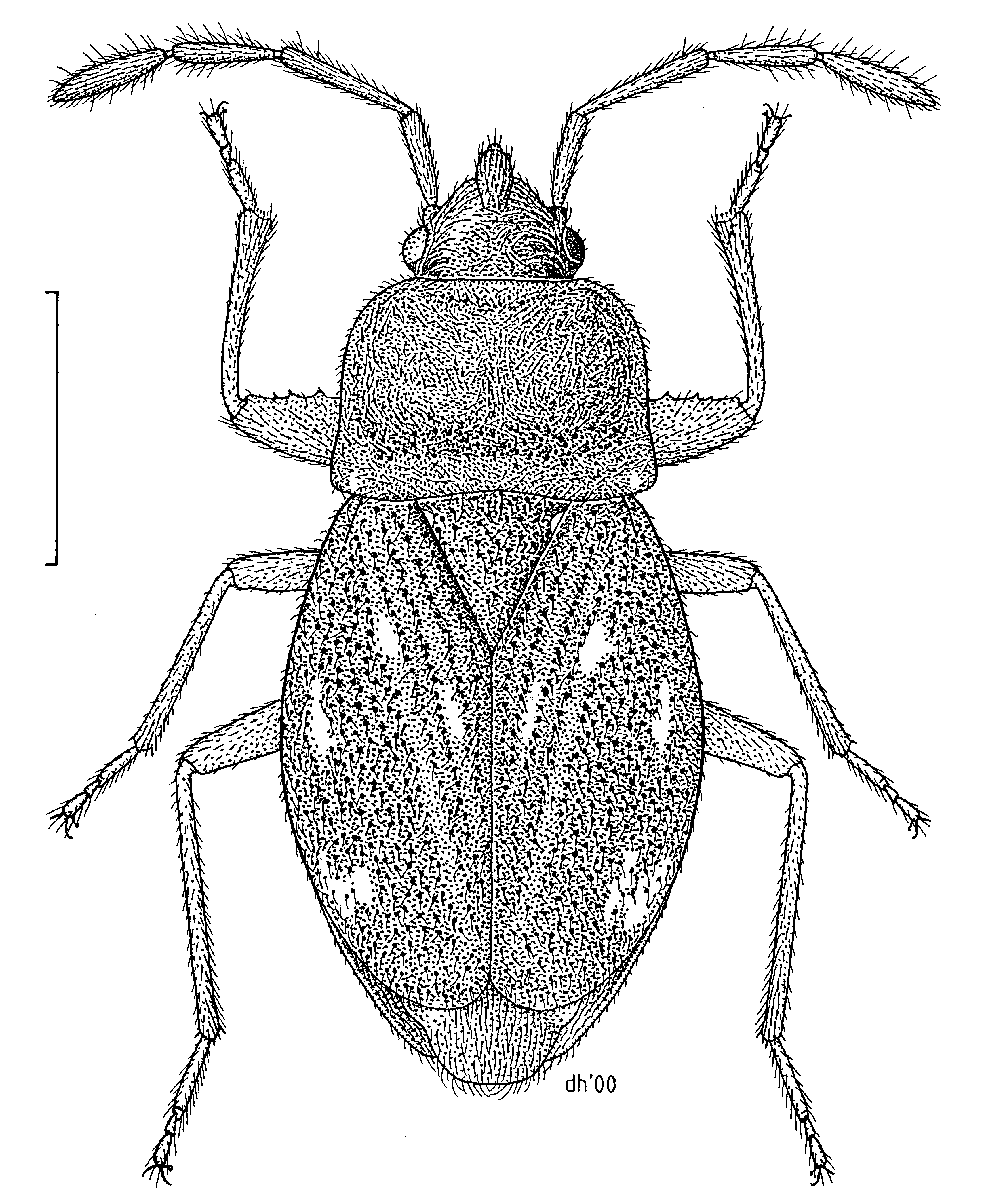

Forsterocoris sinuatus är en insektsart som beskrevs av Woodward 1953. Forsterocoris sinuatus ingår i släktet Forsterocoris och familjen Rhyparochromidae. Inga underarter finns listade i Catalogue of Life.